# The 20/20 Experience
Albums de Justin Timberlake
FutureSex/LoveSounds
(2006) The 20/20 Experience: 2 of 2
(2013)
Singles
1. Suit and Tie
Sortie : 14 janvier 2013
2. Mirrors
Sortie : 11 février 2013
3. Tunnel Vision
Sortie : 17 juin 2013

The 20/20 Experience: 1 Of 2 est le troisième album studio de l’artiste américain Justin Timberlake. Il est sorti le 15 mars 2013 sous le label RCA, après qu'en octobre 2011 les artistes du label Jive Records, ainsi que deux autres maisons de disques, ont tous intégré le catalogue de RCA Records à la suite de la fermeture des trois labels. L'album est produit par Timbaland, Jerome "J-Roc" Harmon de The Royal Court ainsi que par Justin Timberlake lui-même.

## Enregistrement
Timberlake a déclaré qu'il a commencé à travailler sur ce disque en juin 2012, disant qu'il s'est rendu en studio « sans aucune règle et/ou objectif final en tête » . La date de sortie de The 20/20 Experience a été révélée dans la vidéo des paroles de Suit and Tie, comme étant le 19 mars. Justin Timberlake a confirmé le 19 mars qu'une seconde partie de l'album sortira en fin d'année 2013.

## Titre
Lors d'une interview avec le présentateur radio et télévision américain Ryan Seacrest, Timberlake expliqua la signification qui se cachait derrière le titre de l'album en disant “ Ça m'est venu plus ou moins à des moments où j'ai joué des titres à des amis, ils entraient et ressortaient du studio. Et je leur demandais "Vous pensez quoi de ça ?" Et un jour, mon meilleur ami m'a répondu "C'est de la musique qu'on peut voir". Et je ne sais pas pourquoi, mais ça m'a marqué ”.

## Sortie et promotion

### Performances &Tournée
Timberlake interpréta lors du week-end du Super Bowl, dans lequel il introduisit deux nouvelles chansons de l'album, Pusher Love Girl et That Girl. Timberlake interpréta également Suit and Tie avec Jay-Z lors des Grammy Awards 2013 le 10 février 2013, suivi par un concert complet au Palladium de Los Angeles plus tard dans la soirée . Timberlake interpréta aussi le second single Mirrors pendant la cérémonie des Brit Awards 2013 au O2 Arena de Londres le 20 février 2013.
Le 9 mars, Justin chante Suit and Tie accompagné de Jay-Z et Mirrors au Saturday Night Live qu'il présente ce jour-là.
Le 13 mars, il chante Mirrors et Let The Groove Get In à l'émission américaine Late Night with Jimmy Fallon.
Justin Timberlake et Jay-Z ont commencé une tournée ensemble le 14 juillet à Londres : Legends of the Summer: Justin Timberlake & JAY-Z

## Singles
Le 14 janvier 2013, le chanteur dévoile le premier single issu de cet album, il s'intitule Suit and Tie, en collaboration avec le rappeur américain Jay-Z.
Le second single, Mirrors est sorti le 11 février 2013. Le 17 juin 2013, sort le troisième single Tunnel Vision.

## Liste des pistes
| 1.    | Pusher Love Girl               | | Timbaland, Timberlake, Harmon                     | 8:02 |
| 2.    | Suit and Tie (featuring Jay-Z) | Timberlake, Mosley, Shawn Carter, Harmon, Fauntleroy, Terrence Stubbs, Johnny Wilson, Charles Still | Timbaland, Timberlake, Harmon                     | 5:26 |
| 3.    | Don't Hold the Wall            | Timberlake, Mosley, Harmon, Fauntleroy                                                              | Timbaland, Timberlake, Harmon                     | 7:10 |
| 4.    | Strawberry Bubblegum           | Timberlake, Mosley, Harmon, Fauntleroy                                                              | Timbaland, Timberlake, Harmon                     | 7:59 |
| 5.    | Tunnel Vision                  | Timberlake, Mosley, Harmon, Fauntleroy                                                              | Timbaland, Timberlake, Harmon                     | 6:46 |
| 6.    | Spaceship Coupe                | Timberlake, Mosley, Harmon, Fauntleroy                                                              | Timbaland, Timberlake, Harmon                     | 7:17 |
| 7.    | That Girl                      | Timberlake, Mosley, Harmon, Fauntleroy, Noel Williams                                               | Timbaland, Timberlake, Harmon, The Tennessee Kids | 4:47 |
| 8.    | Let the Groove Get In          | Timberlake, Mosley, Harmon, Fauntleroy                                                              | Timbaland, Timberlake, Harmon                     | 7:11 |
| 9.    | Mirrors                        | Timberlake, Mosley, Harmon, Fauntleroy                                                              | Timbaland, Timberlake, Harmon                     | 8:05 |
| 10.   | Blue Ocean Floor               | Timberlake, Mosley, Harmon, Fauntleroy                                                              | Timbaland, Timberlake, Harmon                     | 7:19 |
| 70:02 |                                | |                                                   |      |

| Édition Deluxe - pistes bonus | Édition Deluxe - pistes bonus | Édition Deluxe - pistes bonus         | Édition Deluxe - pistes bonus | Édition Deluxe - pistes bonus | Édition Deluxe - pistes bonus | Édition Deluxe - pistes bonus | Édition Deluxe - pistes bonus | Édition Deluxe - pistes bonus | Édition Deluxe - pistes bonus |
| No                            | Titre                         | Auteur                                | Producteur(s)                 | Durée                         |                               |                               |                               |                               |                               |
| ----------------------------- | ----------------------------- | ------------------------------------- | ----------------------------- | ----------------------------- | ----------------------------- | ----------------------------- | ----------------------------- | ----------------------------- | ----------------------------- |
| 11.                           | Dress On                      | Timberlake, Robin Tadross, Fauntleroy | Rob Knox, Timberlake          | 4:39                          |                               |                               |                               |                               |                               |
| 12.                           | Body Count                    | Timberlake, Tadross, Fauntleroy       | Knox, Timberlake              | 4:42                          |                               |                               |                               |                               |                               |
| 79:23                         |                               |                                       |                               |                               |                               |                               |                               |                               |                               |

## Samples
- Suit and Tie contient une partie de la composition Sho' Nuff, écrite par Terrence Stubbs, Johnny Wilson et Charles Still et de Show You How par Jay-Z
- That Girl contient un sample de Self Destruct, écrite par Noel Williams et interprétée par King Sporty.
- Let the Groove Get In contient un sample d'Alhamdulillahi, extrait de l'album Explorer Series: Africa-Burkina Faso – Rhythms of the Grasslands.
- Spaceship Coupe contient un sample de Baby Lets Rap Now par The Moments
- Don't Hold the Wall contient un sample de Shake Your Booty par Bunny Sigler et de Steel Dream par le Cirque Du Soleil

## Historique de sortie
| Pays        | Date         | Format             | Label | Édition          |
| ----------- | ------------ | ------------------ | ----- | ---------------- |
| Allemagne   | 15 mars 2013 | CD, téléchargement | RCA   | Standard, deluxe |
| Royaume-Uni | 18 mars 2013 | CD, téléchargement | RCA   | Standard, deluxe |
| États-Unis  | 19 mars 2013 | CD, téléchargement | RCA   | Standard, deluxe |

## Classements
| Classement / pays (2013)                            | Meilleure position |
| --------------------------------------------------- | ------------------ |
| Argentine                                           | 4                  |
| Australie - ARIA Charts                             | 1                  |
| Autriche                                            | 2                  |
| Ultratop 50 (Région flamande)                       | 3                  |
| Ultratop 40 (Région wallonne et Bruxelles-Capitale) | 8                  |
| Canadian Albums Chart                               | 1                  |
| République tchèque - IFPI                           | 6                  |
| Danemark - IFPI                                     | 2                  |
| Pays-Bas - MegaCharts                               | 2                  |
| Finlande                                            | 10                 |
| France - SNEP                                       | 6                  |
| Allemagne Media Control Charts                      | 1                  |
| Grèce - IFPI                                        | 10                 |
| Hongrie - Mahasz                                    | 4                  |
| Irlande - Irish Albums Chart                        | 1                  |
| Italie                                              | 6                  |
| Japon - Oricon                                      | 11                 |
| Mexique - Top 100                                   | 11                 |
| Nouvelle-Zélande RIANZ                              | 1                  |
| Norvège - VG-lista                                  | 2                  |
| Pologne                                             | 5                  |
| Portugal                                            | 9                  |
| Russie                                              | 1                  |
| Écosse                                              | 1                  |
| Corée du Sud                                        | 6                  |
| Espagne                                             | 9                  |
| Suède - IFPI                                        | 12                 |
| Suisse                                              | 1                  |
| Taïwan                                              | 1                  |
| UK Albums Chart                                     | 1                  |
| UK R&B Albums Chart                                 | 1                  |
| Billboard 200                                       | 1                  |
| Top R&B/Hip-Hop Albums                              | 1                  |

## Certifications
| Pays        | Certification | Ventes certifiées |
| ----------- | ------------- | ----------------- |
| Allemagne   | Or            | 100 000           |
| Australie   | Or            | 35 000            |
| Canada      | Platine       | 140 000           |
| États-Unis  | 2 × Platine   | 2 345 000         |
| Pologne     | Or            | 10 000            |
| Royaume-Uni | Platine       | 300 000           |
| Suède       | Or            | 20 000            |
| Suisse      | Or            | 15 000            |